# Svarttjärnen (Sunne socken, Värmland, 665814-134122)
Svarttjärnen är en sjö i Sunne kommun i Värmland och ingår i Göta älvs huvudavrinningsområde.